# Microrégion de Grão Mogol
La microrégion de Grão Mogol est l'une des sept microrégions qui subdivisent le Nord du Minas, dans l'État du Minas Gerais au Brésil.
Elle comporte 6 municipalités qui regroupaient 41 682 habitants en 2006 pour une superficie totale de 9 076 km2.

## Municipalités[1]
- Botumirim
- Cristália
- Grão Mogol
- Itacambira
- Josenópolis
- Padre Carvalho